# デライター (小惑星)
デライター (3893 DeLaeter) は、小惑星帯の小惑星。オーストラリアのパース天文台でマイケル・キャンディが発見した。
カーティン工科大学の元教授であるジョン・デライターに因んで名付けられた。